# Moulin du Verger
Le moulin du Verger est un des plus vieux moulins à papier du département de la Charente à la longue tradition papetière.

## Présentation
Le moulin du Verger est situé dans la vallée des Eaux Claires, petit affluent de la Charente et dans la commune de Puymoyen, au sud de l'agglomération d'Angoulême.

## Historique
Le moulin du Verger est créé en 1539, sous le règne de François Ier. C'est l'un des premiers moulins à papier à être créé en Angoumois,.
Il a été entièrement reconstruit en 1635 par le marchand papetier hollandais Deric Jansen.
La matière première était les chiffons, ou peilles, d'excellente qualité en Angoumois.
En 1669, il y avait quatre roues à aubes et deux cuves,.
En 1761, le marquis de Montalembert y essaya un nouveau système dit de la pile hollandaise, un cylindre rotatif remplaçant la batterie de maillets pour broyer les chiffons. Ce système, mis au point en 1682 en Angleterre et en Hollande, avait été expérimenté avec succès en France à la papeterie Darblay près de Paris.
Ce système sera installé pour la production industrielle un an plus tard à la papeterie du Petit-Montbron, plus en aval sur les Eaux Claires.
Dans la seconde moitié du XIXe siècle, on y fabriquait du carton avec une machine à forme ronde. Le moulin du Verger continue de produire à la main, grâce à une turbine, des papiers recherchés pour les éditions de luxe.
Il a été inscrit aux monuments historiques en 1991. Privé, il est ouvert au public pour la visite.
En 2020, il fait partie des huit sites de la Nouvelle-Aquitaine retenus pour bénéficier de l'aide du Loto du patrimoine et à ce titre va recevoir 110 000 euros de la part de la Mission Patrimoine de Stéphane Bern.

## Galerie

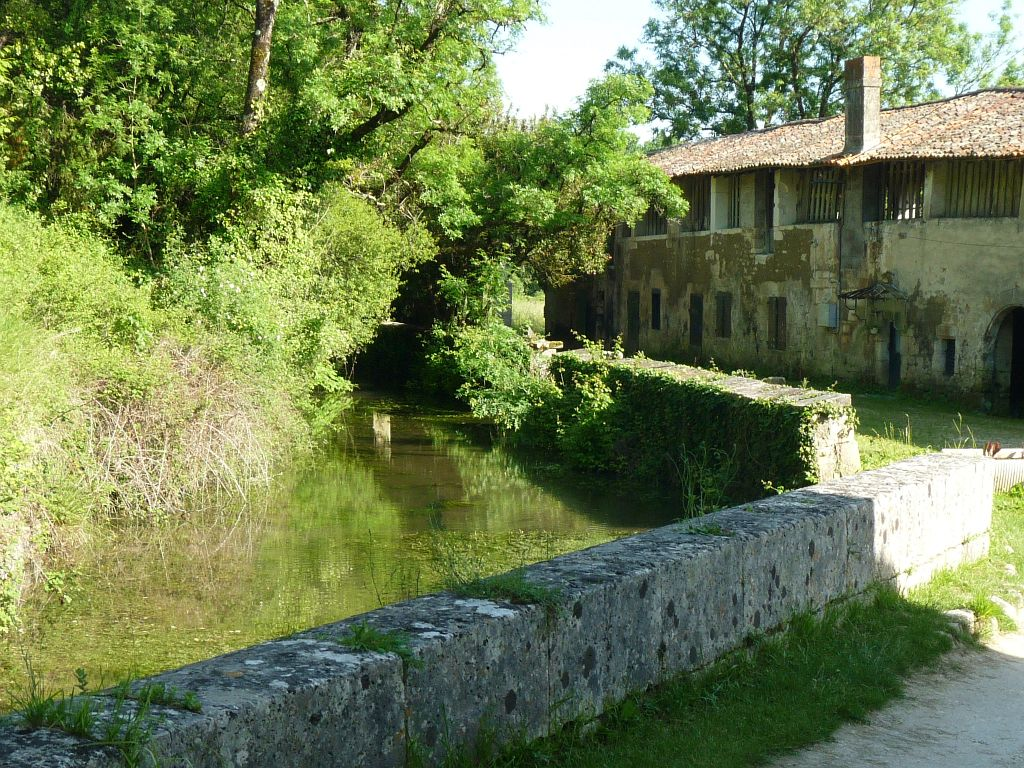
Les Eaux Claires et les étendoirs.
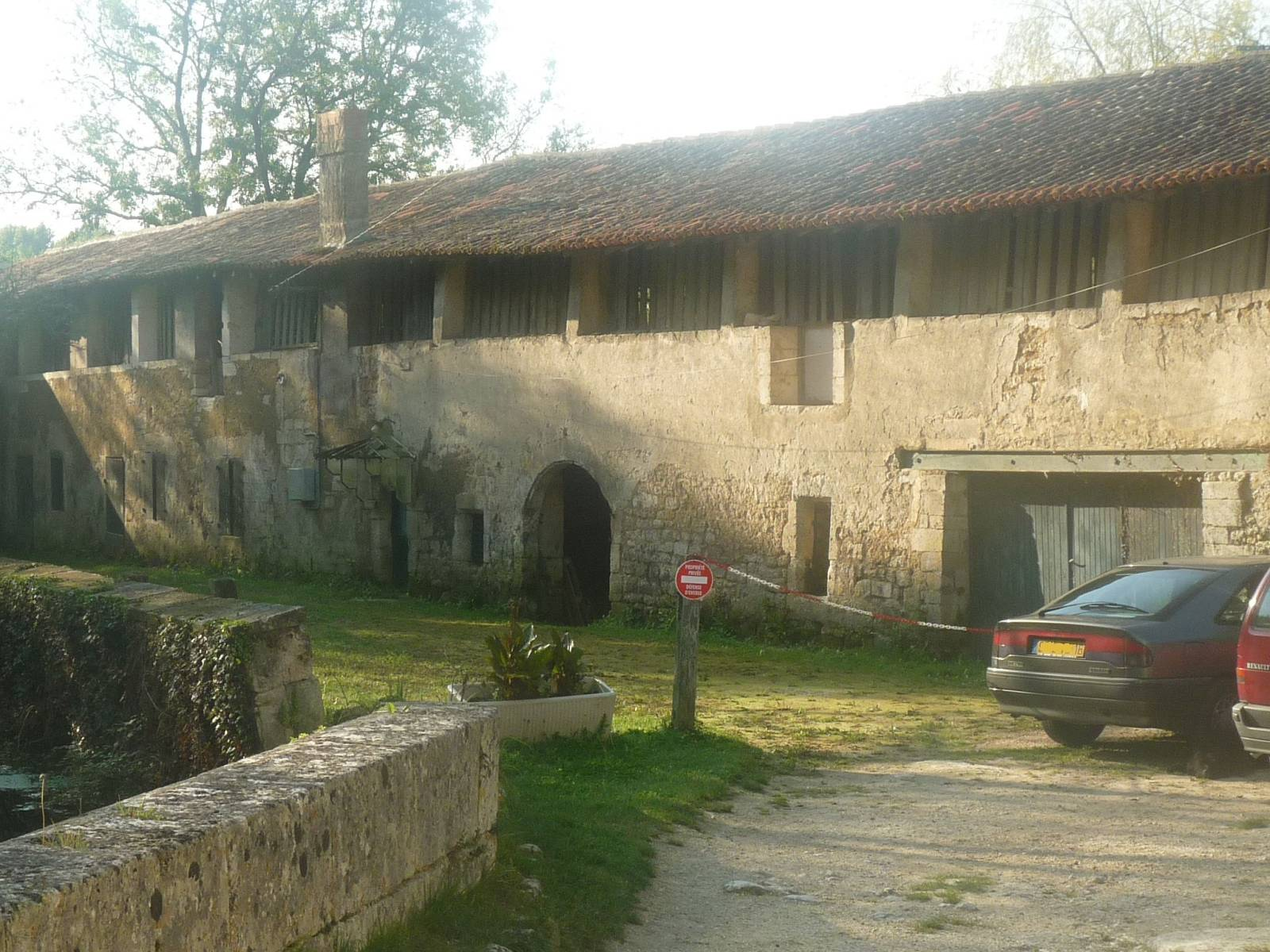
Les étendoirs.
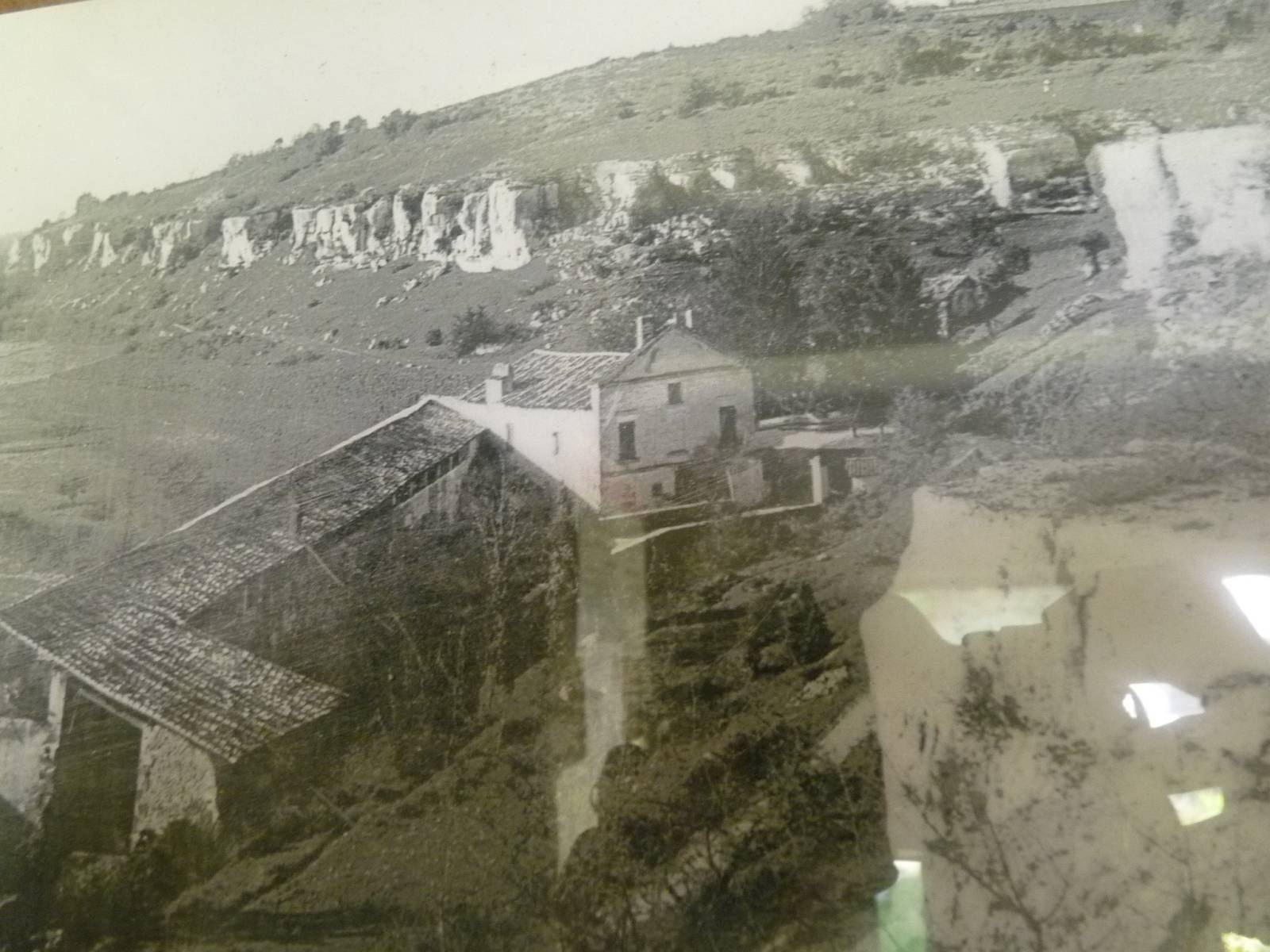
Le moulin et la vallée au début du XXe siècle.
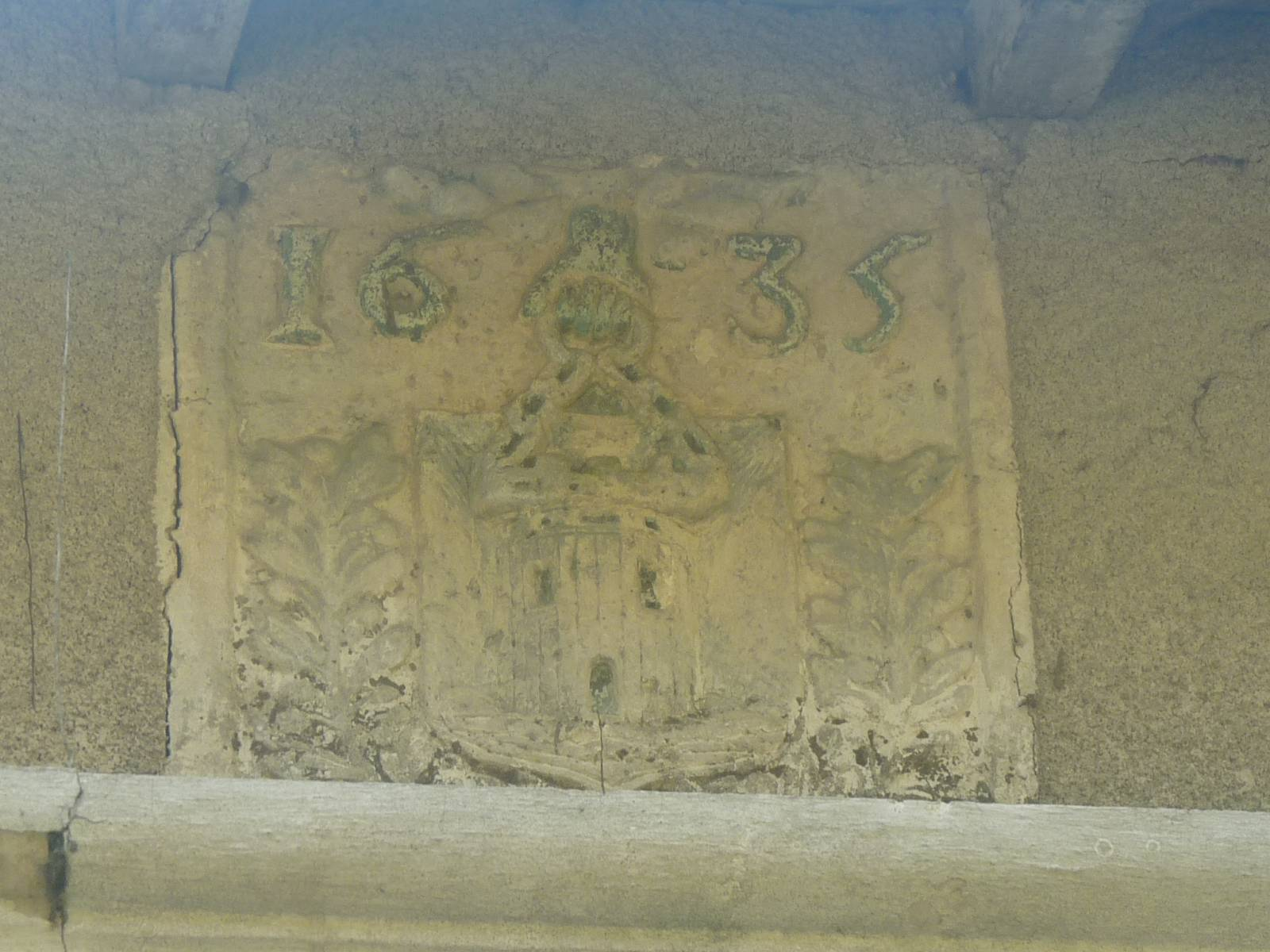
1635, date de construction du moulin.
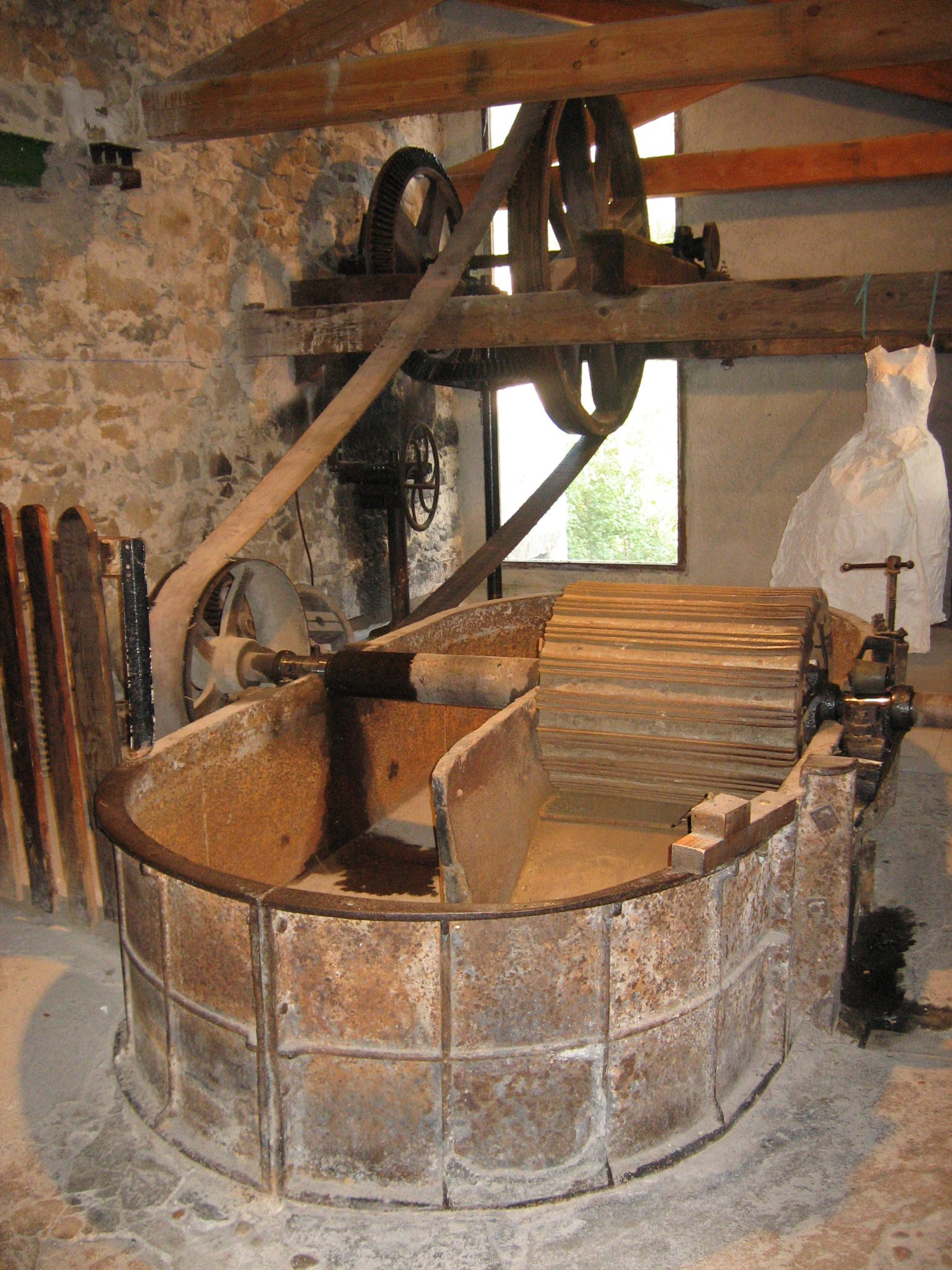
Pile hollandaise.
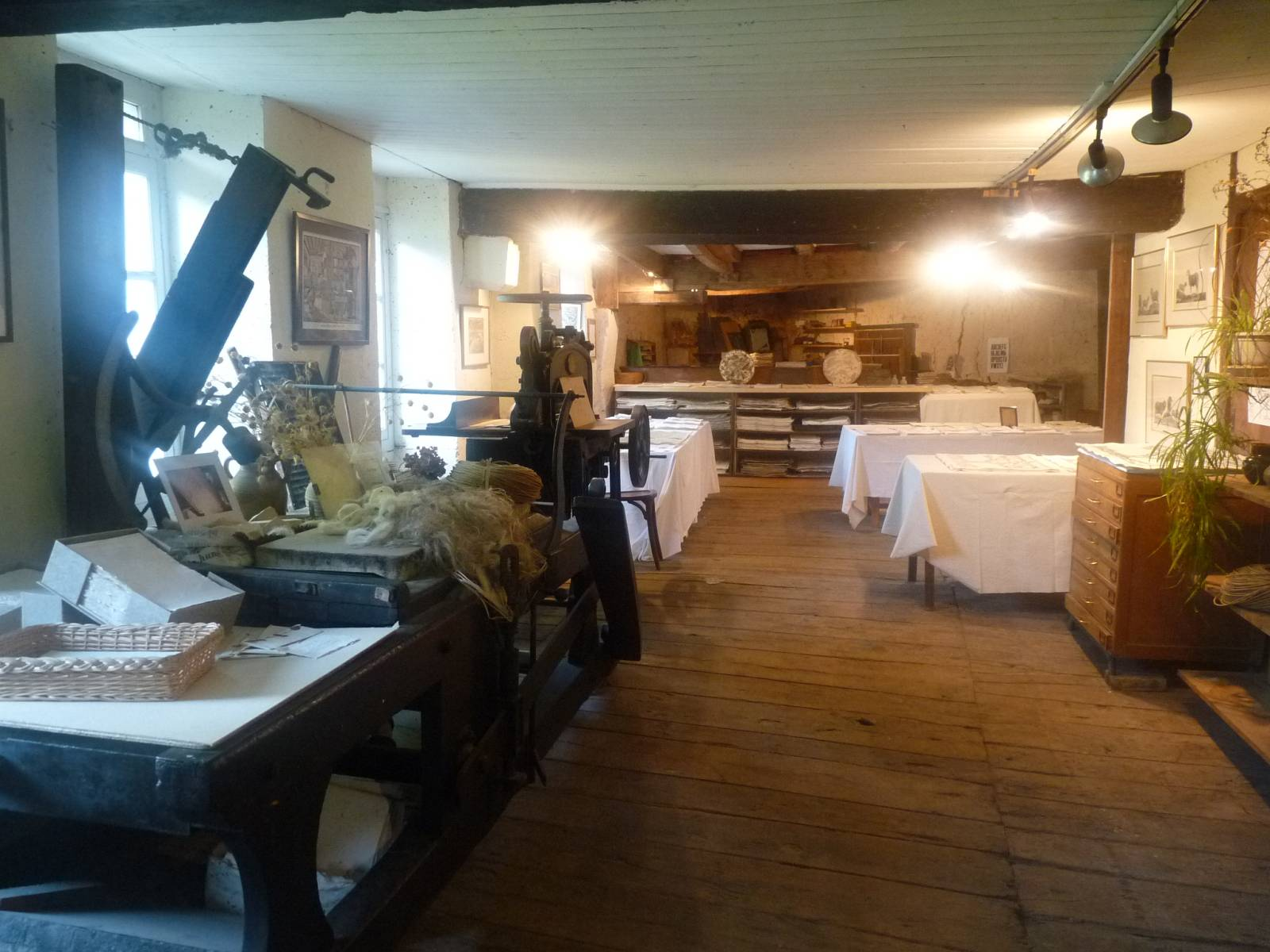
Salle d'exposition.
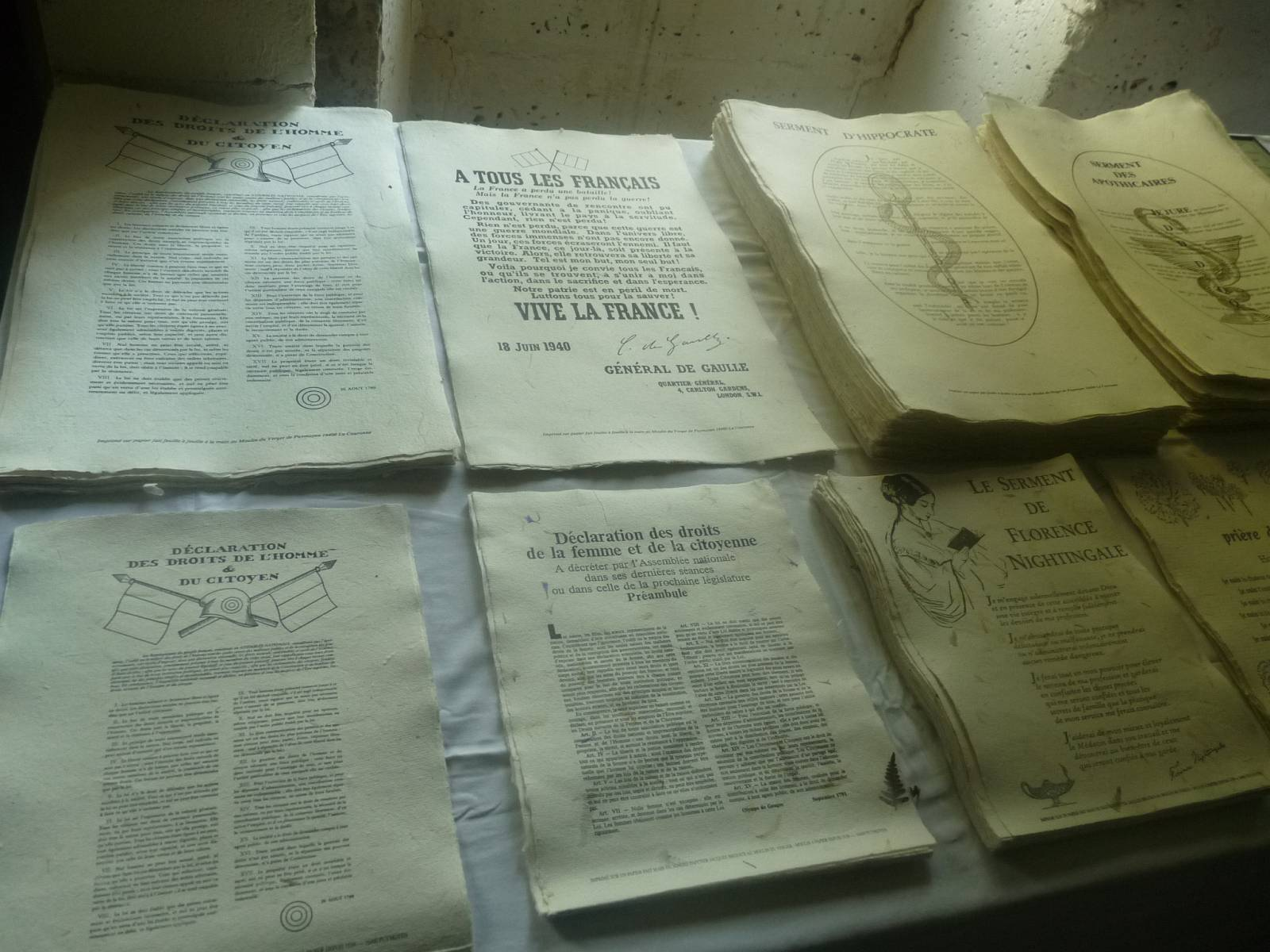
Quelques produits.